# جونكإ كويكي
جونكإ كويكي (باليابانية: 小池 純輝) (11 مايو 1987 في اليابان – )؛ هو لاعب كرة قدم ياباني سابق كان يلعب كلاعب وسط.

## وصلات خارجية
- جونكإ كويكي على موقع الاتحاد الدولي (مؤرشف)  (الإنجليزية)
- جونكإ كويكي على موقع رابطة كرة القدم اليابانية للمحترفين (اليابانية)
- جونكإ كويكي على موقع قاعدة بيانات كرة القدم.إي يو (الإنجليزية)
- جونكإ كويكي على موقع Soccerway.com (الإنجليزية)
- جونكإ كويكي على موقع عالم كرة القدم.نت (الإنجليزية)